# Joost Broerse
Joost Broerse (De Bilt, 8 mei 1979) is een Nederlands voormalig betaald voetballer die bij voorkeur als centrale verdediger speelde. In de zomer van 2015 werd Broerse commercieel directeur van PEC Zwolle en sinds 1 september 2018 vervulde hij deze functie bij FC Utrecht. Nu vervult hij de functie Partnership Director bij FC Utrecht. Per 1 juli 2025 gaat hij aan de slag als algemeen directeur bij PEC Zwolle.

## Carrière
Broerse debuteerde in het seizoen 1997/1998 voor FC Groningen, dat in dat seizoen degradeerde uit de Eredivisie. Sinds 1998 was hij basisspeler in het Stadion Oosterpark, waar hij in het seizoen 1999/2000 via de nacompetitie met Groningen promoveerde. Al op zijn 23e droeg hij de aanvoerdersband. In 2003 vertrok de middenvelder naar FC Utrecht, alwaar hij in zijn eerste seizoen 29 wedstrijden speelde. Bij FC Utrecht speelde Broerse 90 minuten mee in de gewonnen bekerfinale tegen FC Twente. Ook was hij basisspeler in de wedstrijd om de Johan Cruijff Schaal tegen Ajax die FC Utrecht als eerste club wist te winnen buiten de traditionele top 3 in Nederland. Na de dood van David di Tommaso in 2005 nam Broerse zijn positie in de verdediging over.
Broerse vond tijdens de winterstop 2007/2008 een nieuwe club, Apoel Nicosia uit Cyprus, waarvoor hij drieënhalf jaar zo spelen. Hij won in dat seizoen gelijk de Beker van Cyprus. In het seizoen 2008/2009 werd Broerse met Apoel kampioen van Cyprus en was hij de speler met de meeste speelminuten. Broerse speelde in het seizoen 2009/2010 meerdere groepswedstrijden in de Champions League, waaronder de uitwedstrijd tegen Chelsea (2–2).
In de zomer van 2011 moest Broerse op zoek naar een nieuwe club, in de tussentijd trainde hij mee bij FC Groningen. Broerse tekende in de zomer van 2011 een contract voor een jaar bij SBV Excelsior. Nadat hij in 2012 met Excelsior gedegradeerd was, tekende hij voor twee seizoenen bij promovendus PEC Zwolle. In februari 2014 verlengde hij zijn contract daar met nog één seizoen. PEC Zwolle maakte op 4 februari 2015 bekend dat Broerse na afloop van het lopende seizoen ging stoppen met voetballen om bij de club verder te gaan als commercieel directeur.

### Carrièrestatistieken
| Seizoen                    | Club            | Land            | Competitie      | Competitie | Competitie | Beker | Beker | Internationaal | Internationaal | Overig | Overig | Totaal | Totaal |
| Seizoen                    | Club            | Land            | Competitie      | Wed.       | Dlp.       | Wed.  | Dlp.  | Wed.           | Dlp.           | Wed.   | Dlp.   | Wed.   | Dlp.   |
| -------------------------- | --------------- | --------------- | --------------- | ---------- | ---------- | ----- | ----- | -------------- | -------------- | ------ | ------ | ------ | ------ |
| 1997/98                    | FC Groningen    | Nederland       | Eredivisie      | 6          | 0          | 0     | 0     | 0              | 0              | 1      | 0      | 7      | 0      |
| 1998/99                    | FC Groningen    | Nederland       | Eerste divisie  | 21         | 4          | 0     | 0     | 0              | 0              | 0      | 0      | 21     | 4      |
| 1999/00                    | FC Groningen    | Nederland       | Eerste divisie  | 29         | 7          | 0     | 0     | 0              | 0              | 4      | 0      | 33     | 7      |
| 2000/01                    | FC Groningen    | Nederland       | Eredivisie      | 31         | 3          | 0     | 0     | 0              | 0              | 0      | 0      | 31     | 3      |
| 2001/02                    | FC Groningen    | Nederland       | Eredivisie      | 30         | 4          | 0     | 0     | 0              | 0              | 0      | 0      | 30     | 4      |
| 2002/03                    | FC Groningen    | Nederland       | Eredivisie      | 32         | 1          | 0     | 0     | 0              | 0              | 0      | 0      | 32     | 1      |
| 2003/04                    | FC Utrecht      | Nederland       | Eredivisie      | 29         | 1          | 0     | 0     | 0              | 0              | 1      | 0      | 30     | 1      |
| 2004/05                    | FC Utrecht      | Nederland       | Eredivisie      | 27         | 1          | 0     | 0     | 0              | 0              | 0      | 0      | 27     | 1      |
| 2005/06                    | FC Utrecht      | Nederland       | Eredivisie      | 24         | 2          | 0     | 0     | 0              | 0              | 2      | 0      | 26     | 2      |
| 2006/07                    | FC Utrecht      | Nederland       | Eredivisie      | 28         | 0          | 0     | 0     | 0              | 0              | 0      | 0      | 28     | 0      |
| 2007/08                    | FC Utrecht      | Nederland       | Eredivisie      | 9          | 2          | 0     | 0     | 0              | 0              | 0      | 0      | 9      | 2      |
| 2007/08                    | APOEL Nicosia   | Cyprus          | A Divizion      | 16         | 2          | 6     | 0     | 0              | 0              | 0      | 0      | 22     | 2      |
| 2008/09                    | APOEL Nicosia   | Cyprus          | A Divizion      | 32         | 2          | 5     | 0     | 5              | 1              | 0      | 0      | 42     | 3      |
| 2009/10                    | APOEL Nicosia   | Cyprus          | A Divizion      | 20         | 0          | 4     | 0     | 9              | 0              | 0      | 0      | 33     | 0      |
| 2010/11                    | APOEL Nicosia   | Cyprus          | A Divizion      | 8          | 0          | 1     | 0     | 6              | 0              | 0      | 0      | 15     | 0      |
| 2011/12                    | SBV Excelsior   | Nederland       | Eredivisie      | 28         | 1          | 2     | 0     | 0              | 0              | 0      | 0      | 30     | 1      |
| 2012/13                    | PEC Zwolle      | Nederland       | Eredivisie      | 33         | 2          | 4     | 0     | 0              | 0              | 0      | 0      | 37     | 2      |
| 2013/14                    | PEC Zwolle      | Nederland       | Eredivisie      | 27         | 2          | 6     | 0     | 0              | 0              | 0      | 0      | 33     | 2      |
| 2014/15                    | PEC Zwolle      | Nederland       | Eredivisie      | 20         | 1          | 3     | 0     | 0              | 0              | 1      | 0      | 24     | 1      |
| Carrière totaal            | Carrière totaal | Carrière totaal | Carrière totaal | 450        | 35         | 31    | 0     | 20             | 1              | 9      | 0      | 510    | 36     |
| Bijgewerkt tot 28 mei 2015 |                 |                 |                 |            |            |       |       |                |                |        |        |        |        |

## Interlandcarrière

### Nederland –21
Op 25 april 2000 debuteerde Broerse voor Nederland –21 in een vriendschappelijke wedstrijd tegen Schotland –21 (2 – 0 winst).
| Interlands van Joost Broerse | Interlands van Joost Broerse | Interlands van Joost Broerse | Interlands van Joost Broerse | Interlands van Joost Broerse | Interlands van Joost Broerse |
| №                            | Datum                        | Wedstrijd                    | Uitslag                      | Soort Wedstrijd              | Doelpunten                   |
| Als speler bij FC Groningen  | Als speler bij FC Groningen  | Als speler bij FC Groningen  | Als speler bij FC Groningen  | Als speler bij FC Groningen  | Als speler bij FC Groningen  |
| ---------------------------- | ---------------------------- | ---------------------------- | ---------------------------- | ---------------------------- | ---------------------------- |
| 1.                           | 25 april 2000                | Nederland – Schotland        | 2 – 0                        | Vriendschappelijk            | 0                            |
| 2.                           | 27 mei 2000                  | Kroatië – Nederland          | 1 – 2                        | EK 2000                      | 0                            |
| 3.                           | 29 mei 2000                  | Tsjechië – Nederland         | 3 – 1                        | EK 2000                      | 0                            |
| 4.                           | 1 juni 2000                  | Nederland – Spanje           | 0 – 1                        | EK 2000                      | 0                            |
| 5.                           | 6 oktober 2000               | Cyprus – Nederland           | 0 – 1                        | Kwalificatie EK 2002         | 0                            |
| 6.                           | 10 oktober 2000              | Nederland – Portugal         | 1 – 1                        | Kwalificatie EK 2002         | 0                            |
| 7.                           | 27 maart 2001                | Portugal – Nederland         | 3 – 0                        | Kwalificatie EK 2002         | 0                            |
| 8.                           | 24 april 2001                | Nederland – Cyprus           | 4 – 2                        | Kwalificatie EK 2002         | 0                            |
| 9.                           | 1 juni 2001                  | Estland – Nederland          | 0 – 5                        | Kwalificatie EK 2002         | 0                            |
| 10.                          | 14 augustus 2001             | Engeland – Nederland         | 4 – 0                        | Vriendschappelijk            | 0                            |

### Nederland –18
Op 19 september 1995 debuteerde Broerse voor Nederland –18 in een vriendschappelijke wedstrijd tegen Denemarken –18 (2 – 1 winst).
| Interlands van Joost Broerse | Interlands van Joost Broerse | Interlands van Joost Broerse | Interlands van Joost Broerse | Interlands van Joost Broerse | Interlands van Joost Broerse |
| №                            | Datum                        | Wedstrijd                    | Uitslag                      | Soort Wedstrijd              | Doelpunten                   |
| Als speler bij FC Groningen  | Als speler bij FC Groningen  | Als speler bij FC Groningen  | Als speler bij FC Groningen  | Als speler bij FC Groningen  | Als speler bij FC Groningen  |
| ---------------------------- | ---------------------------- | ---------------------------- | ---------------------------- | ---------------------------- | ---------------------------- |
| 1.                           | 19 september 1995            | Denemarken – Nederland       | 1 – 2                        | Vriendschappelijk            | 0                            |
| 2.                           | 21 september 1995            | Schotland – Nederland        | 2 – 4                        | Vriendschappelijk            | 0                            |
| 3.                           | 23 september 1995            | België – Nederland           | 1 – 1                        | Vriendschappelijk            | 0                            |
| 4.                           | 3 september 1996             | Schotland – Nederland        | 0 – 1                        | Vriendschappelijk            | 0                            |
| 5.                           | 5 september 1996             | België – Nederland           | 0 – 4                        | Vriendschappelijk            | 0                            |
| 6.                           | 7 september 1996             | Denemarken – Nederland       | 1 – 0                        | Vriendschappelijk            | 0                            |
| 7.                           | 18 februari 1997             | Wales – Nederland            | 0 – 1                        | Vriendschappelijk            | 0                            |
| 8.                           | 4 maart 1997                 | Nederland – Engeland         | 1 – 1                        | Vriendschappelijk            | 0                            |
| 9.                           | 17 april 1997                | Nederland – Ghana            | 2 – 1                        | Vriendschappelijk            | 0                            |

## Erelijst

### MetFC Utrecht
| Nationaal            |    |         |
| KNVB beker           | 1x | 2003/04 |
| Johan Cruijff Schaal | 1x | 2004    |

### MetApoel Nicosia
| Nationaal                 |    |                  |
| Landskampioen Cyprus      | 2x | 2008/09, 2010/11 |
| Cypriotische voetbalbeker | 1x | 2007/08          |
| Cypriotische supercup     | 2x | 2008, 2009       |

### MetPEC Zwolle
| Competitie           | Winnaar | Winnaar | Runner-up | Runner-up |
| Competitie           | Aantal  | Jaren   | Aantal    | Jaren     |
| -------------------- | ------- | ------- | --------- | --------- |
| Nationaal            |         |         |           |           |
| KNVB beker           | 1x      | 2013/14 | 1x        | 2014/15   |
| Johan Cruijff Schaal | 1x      | 2014    |           |           |

## Trivia
- Op 27 juni 2015 stond de afscheidswedstrijd van Joost Broerse op het programma. Deze wedstrijd werd na afloop van de Open Dag van PEC Zwolle gespeeld. De selecties van de twee teams bestonden uit spelers en vrienden van Joost Broerse waarin hij zijn carrière mee heeft samengespeeld en het andere team bestaat uit de spelers van zijn periode bij PEC Zwolle (2012–2015). Voor beide teams heeft hij een helft gespeeld. Hieronder zijn de opstellingen en het scoreverloop te vinden.

#### Afscheidswedstrijd Joost Broerse
| Oefenduel                                                                                           | FC Broerse      | 1 – 4 (0 – 2)    | PEC Zwolle 2012–2015                                | Spelers FC Broerse: | Spelers PEC Zwolle 2012–2015: |
| 27 juni 2015 Aanvangstijd: 16:00 uur Plaats: Zwolle IJsseldeltastadion Scheidsrechter: Wilco Jansen | Patrick Niebeek | Wedstrijdverslag | Mustafa Saymak Arne Slot Joost Broerse Jesper Drost | Hahn, Terol, Elshot, Schoenmakers, Drent, Krijn Broerse, Van Steensel, Van Dinteren, Kobus Broerse, Van Gessel, Koen, Patrick Niebeek, Van der Gun, Kruys, Niels Broerse, Rutger Feijer, Sluijter, De Jong, Keller Trainer: Art Langeler | Boer, Begois, Saymak, Van Hintum, Slot, Thomas, Brama, Mokhtar, Gravenbeek, Avdić, Marinus, Drost, Van Polen, Nijland, Dekker, Rienstra, Stam Trainer: Ron Jans |